# Joonas Lehtoranta
Joonas Lehtoranta (Kotka, 25 febbraio 1994) è un cestista finlandese.
È il fratello minore di Juho, a sua volta cestista.

## Palmarès
- Campionato finlandese: 1

Kauhajoen Karhu: 2017-18